# Sinan Kurt
Sinan Kurt (født 23. Juli 1996 i Mönchengladbach, Tyskland) er en tysk fodboldspiller, der spiller som midtbanespiller hos Bundesliga-klubben Hertha Berlin. Han har tidligere spillet for blandt andet Bayern München.

## Titler
1. Fußball-Bundesliga
- 2014-2015 med Bayern München